# Paradoxmaskar
Paradoxmaskar, bockadjur eller Xenoturbellider (Xenoturbella) är ett släkte tvåsidiga djur. Släktet utgörs av sex kända arter och är den enda systematiska gruppen i familjen Xenoturbellidae samt i understammen Xenoturbellida. Individerna når oftast bara en längd av några centimeter, men en art blir över 10 cm lång. De lever på slambottnar i havet. De första djuren hittades 1878 och 1879 i Gullmarsfjorden och Gåsö ränna av August Malm och finns i samlingen på Göteborgs Naturhistoriska museum.  Ett exemplar visas i utställningen. De fynden ledde dock inte till någon artbeskrivning. År 1915 insamlades nya djur i Gullmarsfjorden av Sixten Bock. I sina anteckningar kallade han arten Prototurbella magna  men lokalt på Kristinebergs maribiologiska station gick den under den informella benämningen bockadjuret. Den vetenskapliga beskrivningen utfördes först 1949 av Einar Westblad där den gavs namnet Xenoturbella bocki.

## Kännetecken
Paradoxmaskar har en säckliknande kropp med en enkel mun, men utan tarm och anus. Xenoturbella bocki når en längd på upp till 4 cm, men är oftast bara en centimeter lång men X. monstrosa blir över en decimeter. Kroppen är täckt med flimmerhår. Munöppningen är placerad på undersidan ungefär mitt på kroppen.

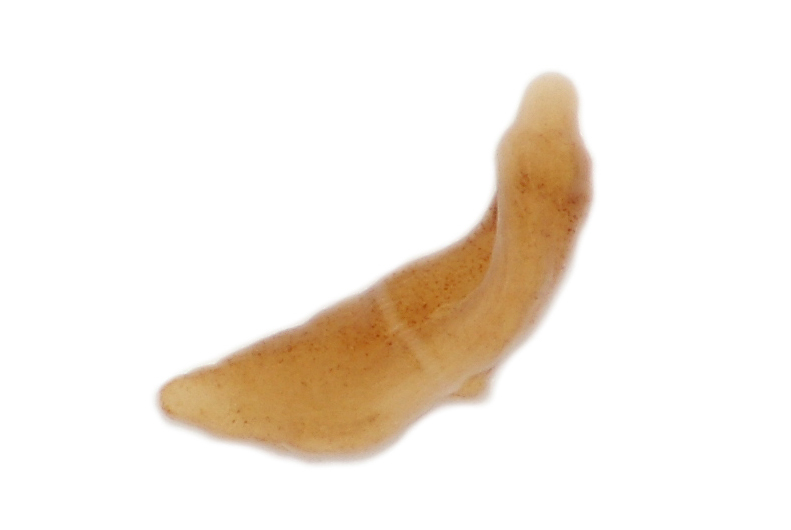
Xenoturbella sp. från Strömstad skärgård (2008)

Xenoturbellider saknar organ för respiration och cirkulation. Det finns ingen avgränsad hjärna utan bara en diffus förtjockning av nervceller framtill i basen av hudlagret. I framänden finns ett slags balansorgan med statocyster som märkligt nog har en flagell. Det finns inga könsorgan men de bildar ändå ägg och spermier i blåsor. Befruktningen är extern då spermier och ägg släpps fritt från sprickor i kroppsväggen. Larven är först frisimmande och liknar den hos ädelstensmaskar, understam Acoela.

## Systematik
Av släktet är sex arter kända:
- Xenoturbella bocki Westblad, 1949[6]
- Xenoturbella monstrosa Rouse et al. 2016
- Xenoturbella hollandorum Rouse et al. 2016
- Xenoturbella profunda Rouse et al. 2016
- Xenoturbella churro Rouse et al. 2016
- Xenoturbella japonica Nakano, Miyazawa, Maeno, Shiroishi, Kakui, Koyanagi, Kanda, Satoh, Omori & Kohtsuka, 2018

Sedan upptäckten är släktets taxonomiska position omstridd. I början tolkades individerna som frilevande plattmaskar. Sedan föreslogs de vara släkt med sjögurkor på grund av likheter i det tjock hudlagret. Sedan listades de en tid som ett slags musslor utan skal men från 2003 räknades de som basala deuterostomer. Enligt olika molekylärgenetiska undersökningar 2009-2016 tillhör xenoturbellider inte överstammen deuterostomer, utan är en basal grupp av de tvåsidiga djuren med nära släktskap till ädelstensmaskar, acoeler och tvåstensmaskar, nemertodermatider (Acoelomorpha).

## Utbredning
Individer av släktet hittades först i Nordostatlanten, men har senare påträffas på båda sidor om Stilla havet. Den enda pålitliga platsen för att finna dem är dock fortfarande i Gullmarsfjorden, utanför Kristinebergs marina forskningsstation.